# Panbabylonismus
Der Panbabylonismus war eine Strömung innerhalb der deutschen Altorientalistik Ende des 19. und Anfang des 20. Jahrhunderts. Als ihre Hauptvertreter gelten Hugo Winckler, Fritz Hommel, Eduard Stucken und Alfred Jeremias. Teilweise, jedoch nicht in allen Punkten, schlossen sich ihnen Friedrich Delitzsch, Peter Jensen und Carl Bezold an.
Die ideologisch-wissenschaftliche Strömung des Panbabylonismus fußte auf der Annahme, dass sich ab dem ersten Drittel des 2. Jahrtausends v. Chr. eine in astralmythischer Gestalt auftretende altorientalische Lehre von Mesopotamien aus über die gesamte Erde verbreitete. Diese kosmologisch-spekulative „Gestirnlehre“ habe andere Kulturen geistig beeinflusst und in ihnen verschiedene Ausprägungen gefunden. So zeigten Kulturen in Ägypten, Alt-Arabien, Elam und Iran, Persien, Indien, China, dem mykenischen Griechenland, Etrurien, Altamerika und dem prähistorischen Europa die gleichen Grundlagen des Geisteslebens, wie sie in Babylon in verhältnismäßig ältester Zeit und in klarster Entwicklung vorgelegen hätten.

## Geschichtlicher Abriss
Bereits 1885 versuchte der deutsche Orientalist Fritz Hommel in seinem Buch Geschichte Babyloniens und Assyriens nachzuweisen, „daß die babylonische Kultur älter [ist] als die ägyptische, ja dass letztere in ihren wichtigsten Erscheinungen sogar eine gewisse Abhängigkeit von der babylonischen zeigt, daß mithin die babylonische Kultur mit Fug und Recht die älteste der Welt und zugleich die Mutter aller übrigen Kulturen des Alterthums genannt werden darf.“ Im fünfteiligen Werk Astralmythen der Hebraeer, Babylonier und Aegypter von Eduard Stucken, erschienen 1896 bis 1907, wurden wesentliche Teile der Kulturtheorie des Panbabylonismus ausgearbeitet. So begründete Stucken schon im ersten Teil, dass nach seiner Ansicht die Erzählungen von Abraham auf zwei babylonische Quellen zurückgehen, die Etana-Legende und die Höllenfahrt der Ištar.

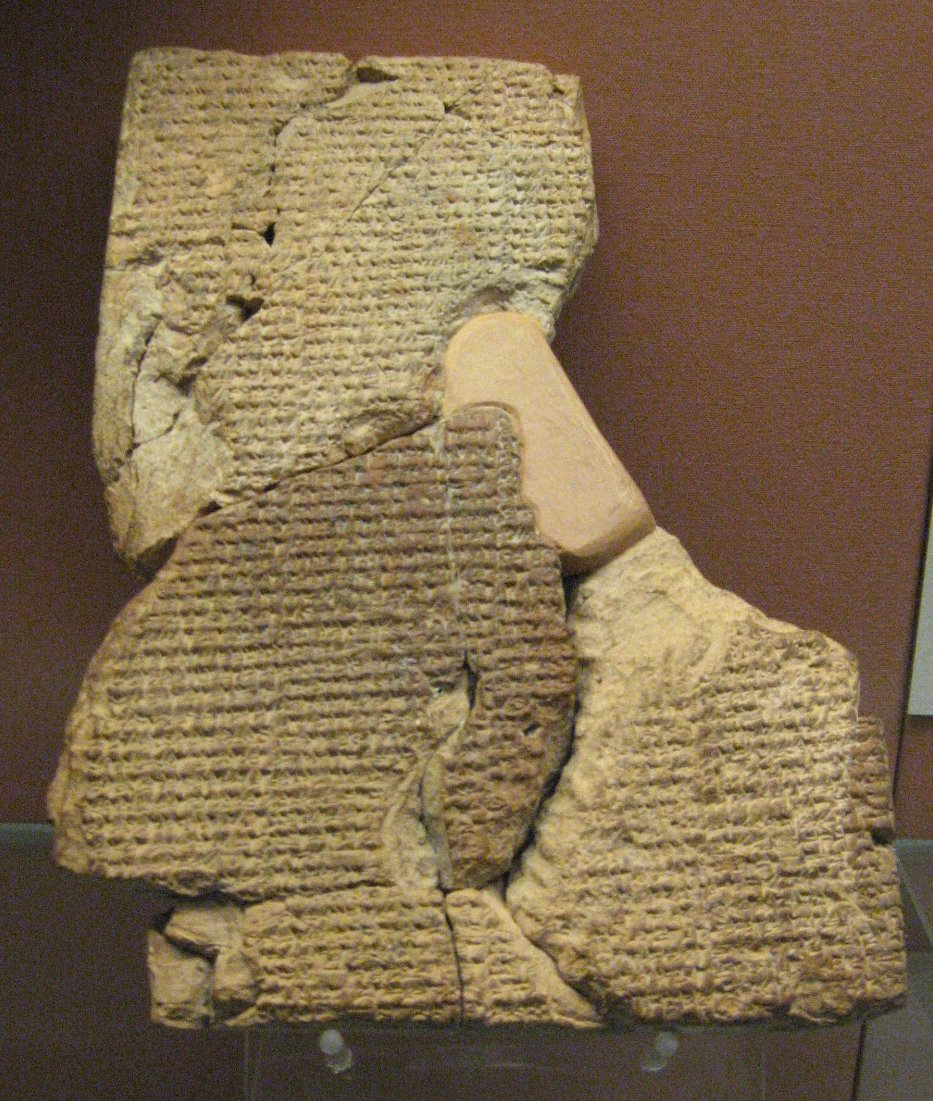
Bruchstücke der 1. Tafel des altbabylonischen Atraḫasis-Epos, dessen Sintflutgeschichte Eingang in das Gilgamesch-Epos und das 1. Buch Mose fand

Mit seiner programmatischen Schrift Himmels- und Weltenbild der Babylonier als Grundlage der Weltanschauung und Mythologie aller Völker von 1901 (erschienen in Der alte Orient, 3. Jahrgang, Heft 2/3, herausgegeben von der Vorderasiatischen Gesellschaft) löste der deutsche Altorientalist Hugo Winckler einen Gelehrtenstreit aus, in dessen Zentrum er stand. Nachfolgende Veröffentlichungen ergänzten seine Darstellungen einer altbabylonischen Weltanschauung, die er jedoch nicht umfassend formulierte. Unterstützung erhielten Wincklers Auffassungen durch einen öffentlichen Vortrag des deutschen Assyriologen Friedrich Delitzsch vor der Deutschen Orient-Gesellschaft am 13. Januar 1902, in dem er die These der babylonischen Wurzeln der jüdischen Religion und des Alten Testaments vertrat (siehe Babel-Bibel-Streit). Ein zweiter Vortrag Delitzschs am 12. Januar 1903 befasste sich mit dem Offenbarungsgehalt des Alten Testaments. Im Jahr 1906 zog der deutsche Altorientalist Peter Jensen in seinem Buch Das Gilgamesch-Epos in der Weltliteratur ähnliche Schlussfolgerungen, bei denen er alttestamentliche Gestalten bis zu Jesus und Paulus als israelitische Gilgamesch-Sagen deutete.
Hugo Winckler hatte schon im zweiten Band seiner Geschichte Israels in Einzeldarstellungen von 1900 Zusammenhänge von Figuren der Bibel mit anderen aus Mythen des gesamten Orients hergestellt. Seine Weiterentwicklung zum Panbabylonismus 1901 wurde vom deutschen Religionshistoriker und Altorientalisten Alfred Jeremias 1904 in seinem Werk Das Alte Testament im Lichte des Alten Orients aufgegriffen, das bereits 1906 in zweiter erweiterter Auflage erschien. Im Gegensatz zu Winckler, verstärkt nach dessen Tod 1913, sah Jeremias nicht die Babylonier, sondern die Sumerer als ursprüngliche Kulturschöpfer an. In Band 4 des Handwörterbuchs Religion in Geschichte und Gegenwart von 1930 (Sp. 879) definierte Jeremias den Panbabylonismus wie folgt:

„Die Panbabylonisten wollen erweisen, daß das gesamte vom Vorderen Orient ausgehende Kulturleben eine Entwicklung zeigt, die sich durch die aus den Erscheinungen der okzidentalischen Welt abgeleiteten Gesetze der Geschichtswissenschaft und Völkerkunde nicht erklären läßt. Die sumerisch-babylonische Kulturwelt setzt eine Weltenlehre voraus, nach der alle staatlichen und gesellschaftlichen Organisationen geregelt wurden, nach der Recht gesprochen wurde, nach der alle Wissenschaften und Künste auf eine vom Himmel offenbarte Urweisheit zurückgehen, nach der das Eigentum verwaltet und geschützt wird. Diese altorientalische Weltenlehre entwirft in ihrer Kosmogonie und in ihrer Kreislauflehre ein Bild von Raum und Zeit, das vom gestirnten Himmel abgelesen wird ... Der Panbabylonismus will den Nachweis liefern, daß diese astrale Weltanschauung allen Kulturen und Religionen der Welt ihr Gepräge gab, daß insbesondere auch die biblische Weltanschauung ihre Symbolsprache dieser Weltanschauung verdankt.“

Hugo Winckler

Die These der Herkunft aller Mythologie aus Babylon (bzw. Sumer), wie sie beim Mythenvergleich allein von Winckler und Jeremias vertreten wurde und von der sich Stucken später mehr und mehr abwandte, gab Anlass zu heftigen Polemiken. In einem Vortrag im Mai 1902 wandte sich der deutsche evangelische Theologe und Alttestamentler Karl Budde gegen die Auffassungen Wincklers, wobei er das Geusenwort Panbabylonismus prägte, das die Vertreter der Strömung dann selbst benutzten. Den Angriffen Friedrich Küchlers und Hugo Gressmanns antwortete Winckler in seinem Buch Die jüngsten Kämpfer wider den Panbabylonismus von 1907. Winckler ärgerte sich, dass seine Gegner „junge Männer ins Feuer schickt[en]“, denen die Tragweite der Argumentation nicht bewusst war.

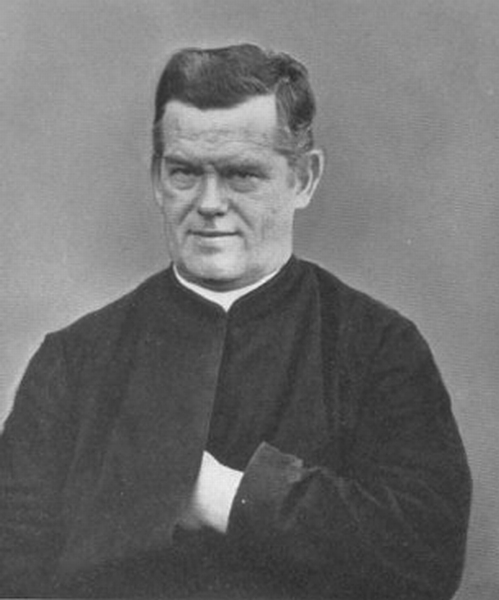
Franz Xaver Kugler

Zum ausgeprägtesten Kritiker des Panbabylonismus entwickelte sich der deutsche Mathematiker, Astronomiehistoriker und Assyriologe Franz Xaver Kugler. Als Jesuit basierten Kuglers Motivation und seine Begründungen auf der christlichen Religion. Er war bemüht, theologische Lehrmeinungen und naturwissenschaftliche Astronomie miteinander in Einklang zu bringen. So stellte er 1910 in seinem Buch Im Bannkreis Babels „panbabylonistische Konstruktionen religionsgeschichtlichen Tatsachen“ gegenüber, um Winckler und Jeremias zu widerlegen. Zu den Gegnern des Panbabylonismus zählte auch der deutsche Althistoriker, Ägyptologe und Altorientalist Eduard Meyer. Im ersten Band seiner Geschichte des Altertums schreibt er:

„Auf keinem Gebiet hat sich der Dilettantismus so arg versündigt wie auf diesem. Unbedenklich werden die letzten Ergebnisse der chaldaeischen Wissenschaft, das Resultat langanhaltender methodischer Forschungen des 1. Jahrtausends v. Chr., an den Uranfang gesetzt und aus ihnen Religion und Denken der Urzeit abgeleitet. Der Hauptvertreter dieser Behandlung ist H. Winckler, der Erfinder der „babylonischen“ oder „orientalischen“ Weltanschauung. Er hat die wilden Phantasien, die Stucken unter dem Titel „Astralmythen“ veröffentlicht hat, völlig kritiklos übernommen und weiter ausgebaut, und damit zahlreiche Adepten gewonnen; ähnliche Behauptungen hat namentlich Hommel aufgestellt. Sogar die Praecession der Nachtgleichen soll nach Winckler (z. B. KAT. 13. 24. 326. 332; ebenso Hommel) diese Urzeit schon gekannt haben [ebenso wie er den Babyloniern allen Ernstes die Kenntnis der Venusphasen und der Jupitermonde zuschreibt!], und „ihre Berechnungen der Gestirnbewegungen von der Zeit ausgehen, wo die Sonne zur Frühlingstaggleiche in den Zwillingen stand“, d. i. im 6. und 5. Jahrtausend; und die Gründung der neuen Hauptstadt Babel, die er auf Sargon zurückführt, leitet er ganz naiv von der Verschiebung des Aequinoctialpunktes aus den Zwillingen in den Stier ab, die ein neues Weltalter eröffnet habe. Analog ist die Behandlung des Kalenders (KAT. 328, wo die Tatsachen durchweg völlig ignoriert und durch ein Phantasiegemälde ersetzt werden, vgl. § 323 A.) und ebenso natürlich die der Mythen und der Religion. Ob die Angaben der Denkmäler und der Kulturzustand der Völker zu solchen Vorstellungen stimmen, ist den Vertretern dieser Lehren völlig gleichgültig, in Sinear ebenso gut wie bei den Israeliten, Griechen u. a., denen sie diese Anschauungen aufdrängen. In Wirklichkeit hat diese mystische Weisheit wissenschaftlich nicht mehr Bedeutung, als die Uroffenbarung aller Weltmaße in der großen Pyramide, die seiner Zeit Piazzi Smith gelehrt hat, und die ja auch noch immer Adepten findet. [S. die Darstellung und Kritik dieser Phantastereien durch Kugler, Auf den Trümmern des Panbabylonismus (aus der Zeitschr. Anthropos, IV 1909), und: Im Bannkreise Babels 1910].“

Nach dem Tod Hugo Wincklers 1913 und der Niederlage des Deutschen Reiches im Ersten Weltkrieg verschwand der Panbabylonismus aus dem wissenschaftlichen Diskurs. Zwar wurden das Handbuch der altorientalischen Geisteskultur und Das Alte Testament im Lichte des Alten Orients von Alfred Jeremias 1929 und 1930 neu aufgelegt, denen noch zwei kleinere Abhandlungen zur religions- und kulturgeschichtlichen Bedeutung der sumerischen Kultur folgten, doch trat in letzteren die Astralmythologie merklich in den Hintergrund. Die Ausgrabungen Robert Koldeweys in Babylon hatten für Jeremias gegenüber den vor allem auf die Urzeit der sumerischen Kultur verweisenden Tontafeln mit Texten keine besondere Wichtigkeit.
Heute trägt der Panbabylonismus das Stigma wissenschaftlicher Fragwürdigkeit. Die Arbeit der Panbabylonier, die intellektuelle mesopotamische Kultur mit der Außenwelt zu korrelieren, wurde nicht nur nicht fortgesetzt, sondern weitgehend vergessen. Selbst in der Folge von jüngsten sachlichen Berichten zum Babel-Bibel-Streit wurden ihre Hauptthesen in den letzten Jahrzehnten lächerlich gemacht, effektiv abgelehnt oder auf den Kopf gestellt. Dessen ungeachtet kam der finnische Assyriologe Simo Parpola 2001 zu dem Ergebnis, dass die Panbabylonier die Anforderungen einer interdisziplinären Kompetenz, eines guten kritischen Urteilsvermögens und einer fundierten Methodik als Erfordernisse interkultureller Studien weitaus besser erfüllten als die meisten ihrer Kritiker. Die zentrale Behauptung der Panbabylonier, dass mesopotamische Ideen, Kenntnisse und Denksysteme seit frühesten Zeiten in der antiken Welt weit verbreitet waren, sei inzwischen eine fest etablierte Tatsache geworden und kann heute vielfach dokumentiert werden.